# Ditopellina
Ditopellina — рід грибів. Назва вперше опублікована 1967 року.

## Класифікація
До роду Ditopellina відносять 2 види:
- Ditopellina saccardiana
- Ditopellina saccardoana